# HQM Editora
HQM foi uma editora de histórias em quadrinhos do Brasil, fundada pela equipe do site HQ Maniacs.
Em 2006, a editora iniciou a publicação dos encadernados de Os Mortos-Vivos, trazendo história da série The Walking Dead da Image Comics.
Em 2008, iniciaram a publicação dos álbuns da série Leão Negro, publicada originalmente em tiras no jornal O Globo, tendo inclusive sendo publicada em Portugal.
Em 2010, a editora passa a publicar mangás, começando pelos títulos Who Fighter (japonês), O Príncipe do Best Seller e Vitral (brasileiros).
Em 2012, após o sucesso da série de TV baseada em The Walking Dead, a editora resolve relançar para o mercado de bancas, a revista com o título e formato original e periodicidade mensal. No ano seguinte, com o sucesso das vendas da revista, a editora inicia a publicação de X-O Manowar da editora Valiant Entertainment, além de anunciar a publicação da graphic novel The Rocketeer de Dave Stevens, anteriormente publicada pela Editora Abril.
Em 2017, os títulos da Valiant foram transferidos para a Jambô Editora e The Walking Dead para a Panini Comics.
Bone, conceituado quadrinho de Jeff Smith passou a ser publicado pela editora Todavia.
Em 2018, o editor Carlos Costa declarou na página da editora o fim das atividades por tempo indeterminado.
Em março de 2023, Carlos Costa lançou uma nova editora chamada Futuro, a editora criou uma campanha de financiamento coletivo para publicar Cerebus e Spawn #10, a primeira é uma série criada por Dave Sim e a outra, uma história de Spawn escrita por sim a convite de seu criador, Todd McFarlane.